# Bonningues-lès-Calais
Bonningues-lès-Calais (flämisch: Bonninge) ist eine französische Gemeinde mit 598 Einwohnern (Stand: 1. Januar 2022) im Département Pas-de-Calais in der Region Hauts-de-France (vor 2016: Nord-Pas-de-Calais). Sie gehört zum Arrondissement Calais, zum Kanton Calais-1 und zum Gemeindeverband Grand Calais Terres et Mers. Die Einwohner werden Bonninguois genannt.

## Geographie
Die Gemeinde Bonningues-lès-Calais liegt etwa neun Kilometer südwestlich von Calais und zwölf Kilometer östlich des Cap Gris Nez. Umgeben wird Bonningues-lès-Calais von den Nachbargemeinden Peuplingues im Norden, Fréthun im Nordosten, Saint-Tricat im Osten, Pihen-lès-Guînes im Süden, Saint-Inglevert im Süden und Südwesten, Hervelinghen im Südwesten und Westen sowie Escalles im Nordwesten. Durch das Gemeindegebiet führt die Autoroute A16.

## Bevölkerungsentwicklung
| Jahr                       | 1962 | 1968 | 1975 | 1982 | 1990 | 1999 | 2006 | 2013 | 2022 |
| -------------------------- | ---- | ---- | ---- | ---- | ---- | ---- | ---- | ---- | ---- |
| Einwohner                  | 282  | 290  | 341  | 394  | 411  | 570  | 602  | 636  | 598  |
| Quellen: Cassini und INSEE |      |      |      |      |      |      |      |      |      |

## Sehenswürdigkeiten
- Kirche Saint-Pierre aus dem 12. Jahrhundert

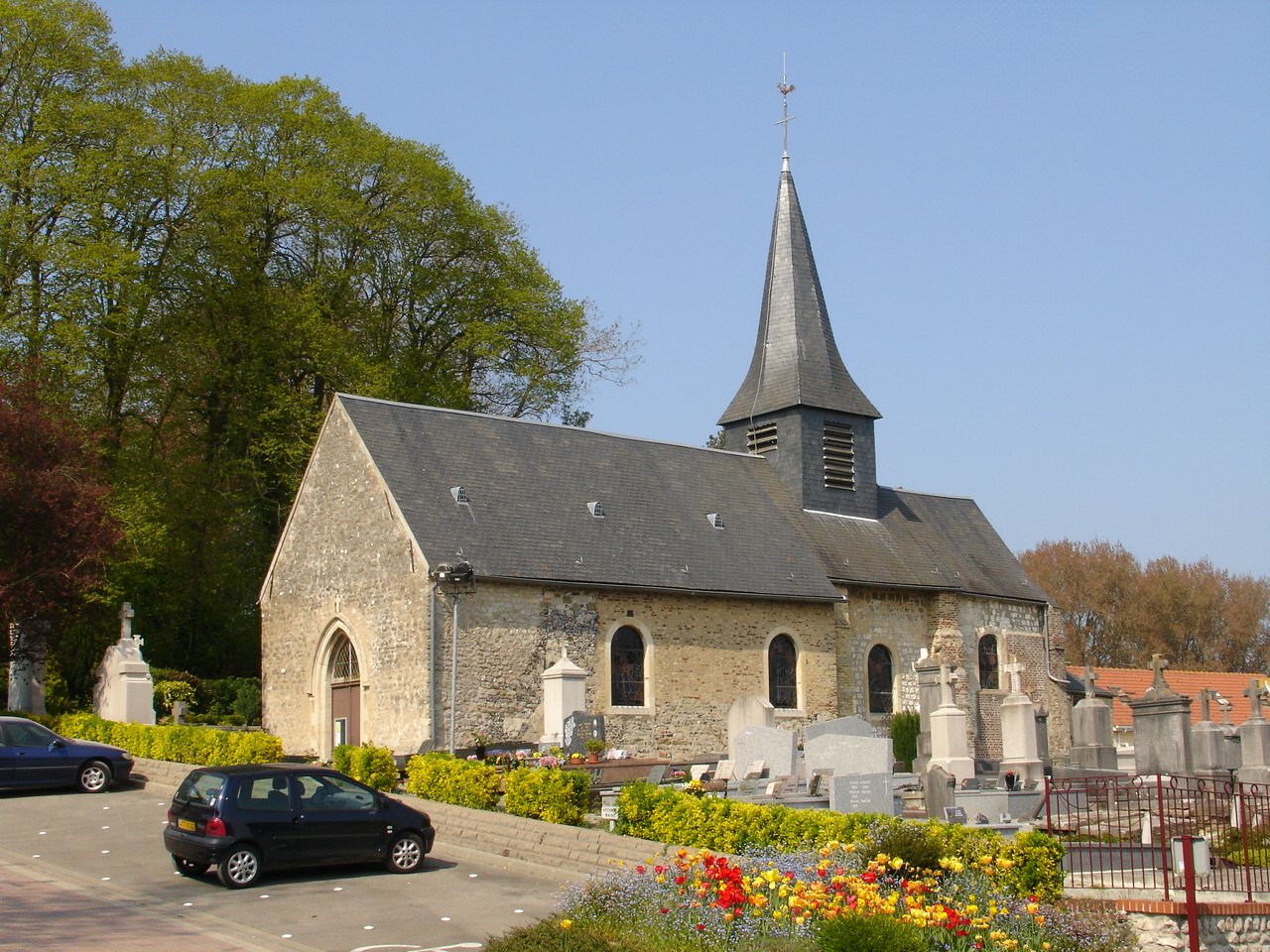
Kirche Saint-Pierre